# Max Plaxton
Max Plaxton, né le 29 mai 1985 à Tofino, est un coureur cycliste canadien spécialiste de VTT cross-country. Il abandonne lors de l'épreuve olympique 2012.

## Palmarès en VTT

### Coupe du monde
- Coupe du monde de cross-country 
  - 17e en 2012
  - 17e en 2013

### Jeux panaméricains
- Guadalajara 2011
  -  Médaillé d'argent du cross-country

### Championnats panaméricains
- 2006
  -  Champion panaméricain de cross-country espoirs
- 2007
  -  Champion panaméricain de cross-country espoirs
- 2010
  -  Médaillé de bronze du cross-country

### Championnats nationaux
- 2011
  -  Champion du Canada de cross-country
- 2012
  -  Champion du Canada de cross-country

## Palmarès en cyclo-cross
- 2003-2004
  -  Champion du Canada de cyclo-cross juniors
- 2007-2008
  - 3e du championnat du Canada de cyclo-cross